# Ole Ivar Lovaas
Ole Ivar Lovaas (ur. 8 maja 1927 w Lier, zm. 2 sierpnia 2010 w Lancasterze) – norwesko-amerykański psycholog kliniczny. W swojej działalności naukowej zajmował się problematyką autyzmu. Piastował stanowisko profesora na Uniwersytecie Kalifornijskim w Los Angeles.

## Twórczość książkowa
- Teaching Developmentally Disabled Children: The Me Book, 1981
- Teaching Individuals With Developmental Delays: Basic Intervention Techniques, 2003